# Instrument de musique en bambou

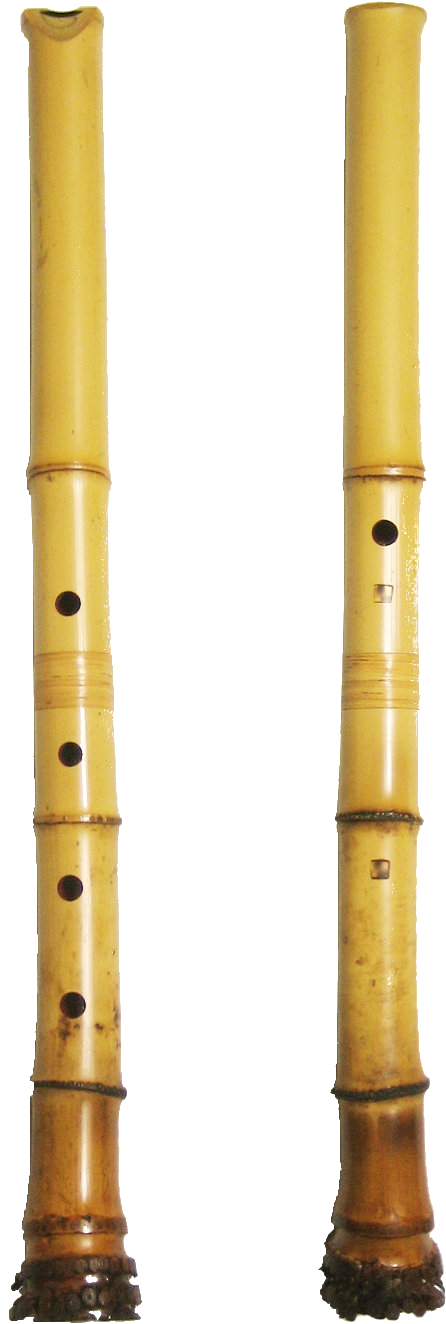
Faces supérieure et inférieure d'un shakuhachi, flûtes de bambou provenant du Japon.

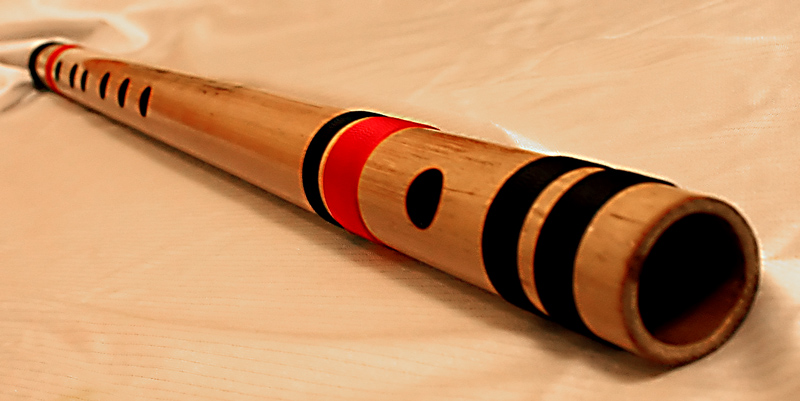
Bansurî est la grande flûte traversière indienne classique et est probablement le plus ancien instrument de musique de l'Inde du nord.

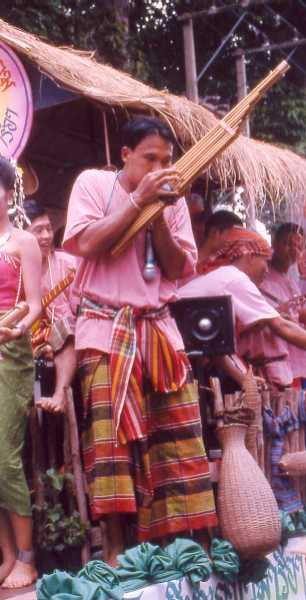
Un joueur de khên en Isan. Le khên ou khene est un orgue à bouche d'Asie du Sud-Est, instrument polyphonique important dans l'histoire de la musique.

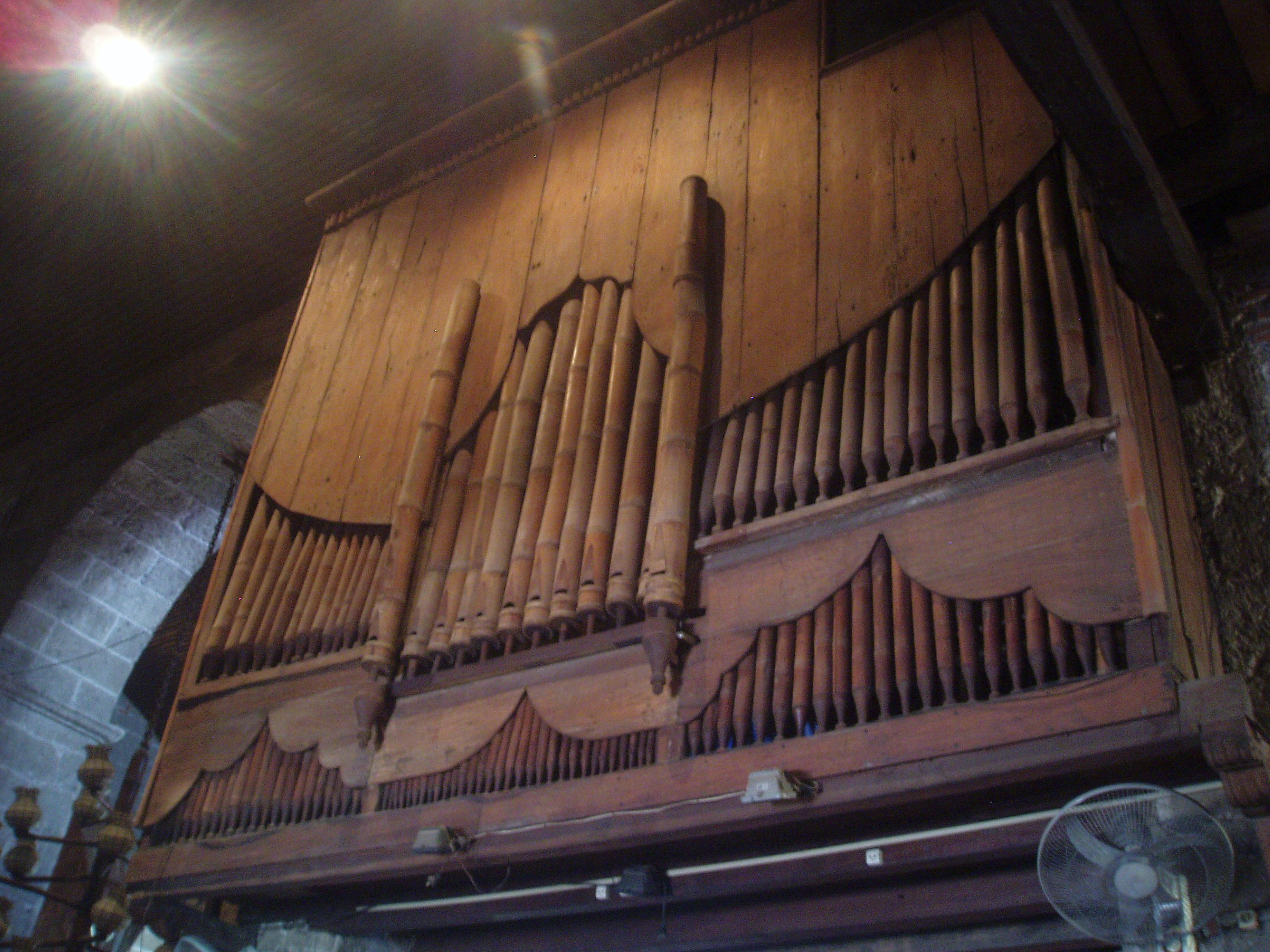
Orgue en bambou de l'église paroissiale Saint-Joseph de Las Piñas (au sud de Manille - Philippines).

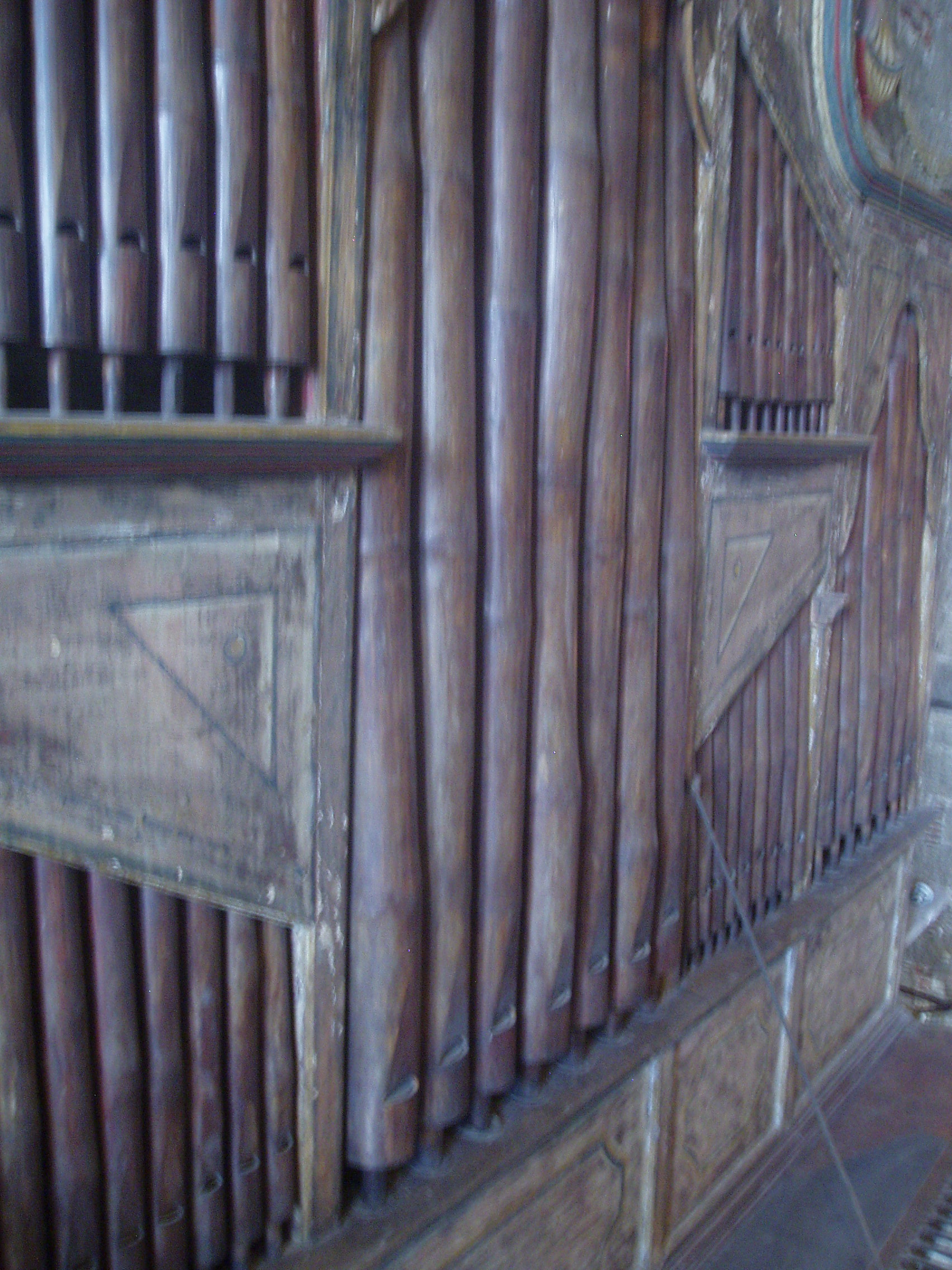
Orgue en bambou de l'église paroissiale Saint-Joseph de Las Piñas (au sud de Manille - Philippines).

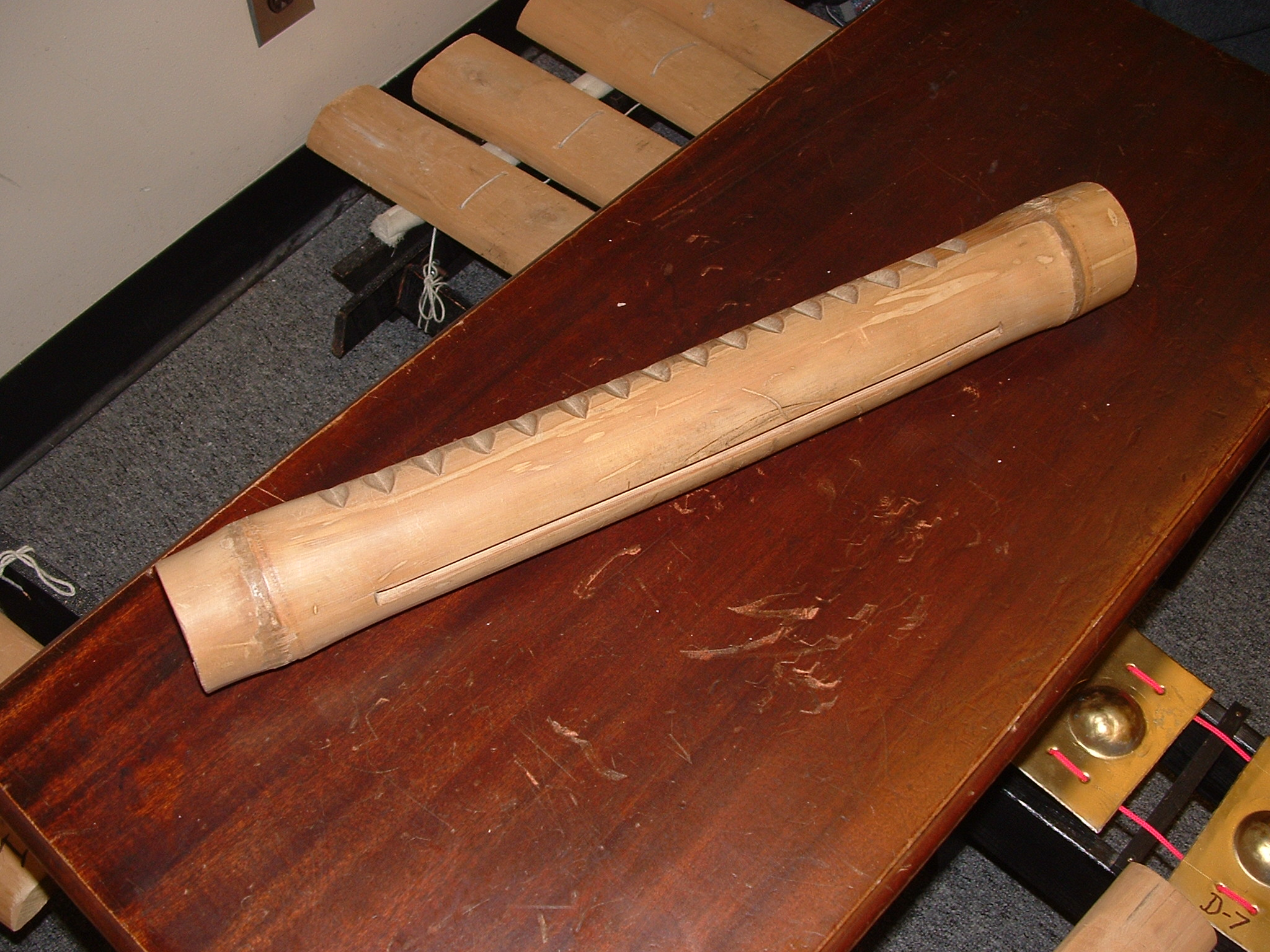
Exemple de tambour à fente des Philippines, appelé kagul chez les Maguindanao

Les instruments de musique en bambou sont le plus souvent des flûtes qui exploitent les tiges lignifiées (chaumes), naturellement creuses, des bambous.

## Vue d'ensemble
Il existe dans le monde de nombreux types de flûtes de bambou, telles que dizi, xiao, shakuhachi, palendag et jinghu.
Au Bangladesh et en Inde, c'est un instrument de musique très populaire, accessible même aux plus pauvres et choisi par de nombreux maîtres très respectés de la musique classique. La flûte de bambou est connue et vénérée avant tout comme la flûte divine définitivement associée à Krishna, qui est toujours représentée tenant une flûte  bansurî  dans des sculptures et des peintures. 
On retrouve les plus connues et réputées au Japon ,  Yokobue (横笛) est le terme générique pour les flûtes en bambou transversales, comme : Nôkan (能管) flûte en bambou transversale utilisée pour le théâtre Nô, Ryûteki (龍笛) flûte en bambou transversale utilisée pour le gagaku,  Kagurabue (神楽笛) flûte en bambou transversale utilisée pour le mi-kagura (御神楽, Musique rituelle shintô), Komabue (高麗笛) flûte en bambou transversale utilisée pour le komagaku et semblable au ryûteki, Shinobue (篠笛) flûte en bambou transversale populaire, Shakuhachi (尺八) flûte en bambou verticale utilisée pour la méditation Zen.

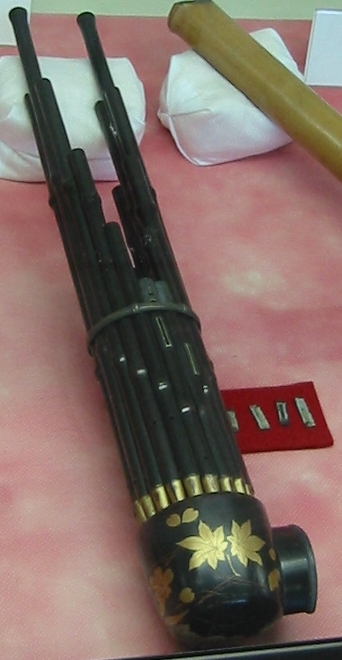
Shô - Le musicien souffle dans l'embouchure en bas à droite de l'instrument

Le shō (笙) est le nom japonais de l'orgue à bouche d'origine chinoise, où il est appelé sheng (笙), la variante coréenne est appelée saenghwang (생황/笙簧). Il est également proche du khên laotien et thaïlandais, bien que ce dernier diffère dans sa forme. 
Quatre des instruments utilisés en Polynésie pour les hulas traditionnels sont fabriqués en bambou : flûte nasale, hochets, tampons d'estampage et guimbarde. 
Le bambou peut être utilisé dans la construction du didgeridoo australien à la place du bois d'eucalyptus plus traditionnel. 
En Indonésie et aux Philippines, le bambou a été utilisé pour fabriquer divers types d'instruments de musique, tels que kulintang , angklung  et bumbong.
Le bambou est également utilisé pour fabriquer des tambours à fente. Les banda kawayan (orchestres de bambou) traditionnels des Philippines utilisent plusieurs instruments de musique en bambou, dont marimbas, angklungs, flûtes de Pan et bumbongs, ainsi que des versions en bambou d'instruments occidentaux, tels que clarinettes, saxophones et tubas. 
Aux Philippines, l'orgue de bambou de Las Piñas a ses tuyaux en chaumes de bambou.
Le stick Chapman, instrument à cordes amplifié moderne, est également construit à l'aide de bambou.
Le khên  (également orthographié khene ( lao : ແຄນ, thaï : แคน) est un orgue à bouche d'origine laotienne dont les tuyaux, généralement en bambou, sont reliés à un petit réservoir creusé dans un bois dur dans lequel l'air est soufflé, créant un son semblable à celui du violon.
Dans l'île de Madagascar (océan Indien) , la valiha, cithare à tube long faite d'une seule tige de bambou, est considérée comme l'instrument national.
Le bambou a également été utilisé plus récemment pour manufacturer des guitares et ukulélés.  Les ukulélés de bambou sont faits de bandes de bambou stratifié solides, sans contreplaqué. Ces bandes de bois de bambou sont semblables à celles des revêtements de sol en bambou.
Le hulusi est constitué d'une calebasse séchée servant d'amplificateur et de plusieurs tubes en bambou. L'un s'utilisant comme une flûte, le second servant de bourdon. Il utilise une anche libre, et s'approche donc sur différents points d'une cornemuse.

## Flûtes en bambou
| Flûte        | Pays d'origine           |
| ------------ | ------------------------ |
| Atenteben    | Ghana                    |
| Bashi        | Bangladesh               |
| Bansurî      | Inde                     |
| Chi          | Chine                    |
| Dizi         | Chine                    |
| Dangjeok     | Corée                    |
| Danso        | Corée                    |
| Dongdi       | Chine                    |
| Hotchiku     | Japon                    |
| Hulusi       | Chine                    |
| Jeok         | Corée                    |
| Ji           | Corée                    |
| Junggeum     | Corée                    |
| Kagurabue    | Japon                    |
| Khên         | Laos                     |
| Khloy        | Cambodge                 |
| Khlui        | Thaïlande                |
| Komabue      | Japon                    |
| Koudi        | Chine                    |
| Lalove       | Indonésie                |
| Minteki      | Japon                    |
| Siyotanka    | États-Unis (Amérindiens) |
| Nōkan        | Japon                    |
| Ney          | Iran                     |
| Ohe Hano Ihu | Hawaï                    |
| Paixiao      | Chine                    |
| Quena        | Andes                    |
| Ryūteki      | Japon                    |
| Sáo          | Vietnam                  |
| Shakuhachi   | Japon                    |
| Shinobue     | Japon                    |
| Siku         | Andes                    |
| Sogeum       | Corée                    |
| Sompoton     | Malaisie                 |
| Suling       | Indonésie                |
| Taegum       | Corée                    |
| Tungso       | Corée                    |
| Venu         | Inde                     |
| xiao         | Chine                    |
| Xindi        | Chine                    |
| Yak          | Corée                    |
| Yokobue      | Japon                    |
| Yue          | Chine                    |